# 反出生主義

叔本华 (1788–1860)，著名的無生殖主義者

反出生主義（英語：Antinatalism），或稱「無生殖主義」、「反生殖主義」。反出生主義認為，人們應避免生殖或擁有孩子，因為這種行為在倫理道德上是錯誤的。生殖是對被生下來的孩子的一種暴力、是父母的利己行為。反出生主義是否定生殖，否定在這個世界上擁有孩子的哲學立場和倫理觀點。叔本華、蕭沆、大衛·貝納塔被認識為反出生主義的支持者。其反面，即肯定生殖的立場，被稱爲生殖主義。

## 概要

### 種類、名稱
反出生主義有多種類型，大致可以分為以下兩種：
1. 「否定出生」，即「對來到這個世上的否定思想」，可繼續細分為：
  1. 「對自身來到這個世上的否定思想」
  2. 「對人類來到這個世上的否定思想」[3]
2. 「否定生殖」，即「對將新的生命帶到這個世上的否定思想」

後者的「否定生殖」，也被稱為「反生殖主義」「無生殖主義」（英語：anti-procreationism）。也存在將「反出生主義」的兩大類統稱為「無生殖主義」的情況，但嚴格來說兩者並不同義。
反出生主義（尤其是否定出生），從古至今在東西方的哲學、宗教、文學中都有不斷地得到闡述。但將有關的一切統稱為「反出生主義」的，只在21世紀的哲學中有所体现。
對反出生主義的解釋有很多。在其中，21世紀哲學家大衛·貝納塔從倫理學上的「更好」(better) 與「更壞」 (worse) ，以及「快樂與痛苦的不對稱性」出發，引出否定生殖是一種倫理思想這一結論，主張全人類應放棄生殖，逐步滅絕。貝納塔的論點也被稱為「誕生危害論」或「出生危害論」。

## 哲學、倫理學

### 叔本華
阿图尔·叔本华認為，生命歷程中的大部分都充斥著痛苦，最合乎理性的觀點就是不要把孩子帶到世上來。在叔本華的哲學中，這個世界由生命意志所支配著。人們一刻不停地製造著一種盲目且非理性的力量，一種不斷湧現的本能慾望。然而，它的性質決定了慾望永不可能得到滿足，因此導致了痛苦。存在中充斥著痛苦，世間的苦痛比快樂還要多。縱有成千上萬人的幸福快樂，也無法抵消一個人類個體所受之苦痛。總的來說，還是從未出生比較好。道德行為的本質是通過共情與禁慾，以克服自己的慾望，達成對生命意志的否定。一旦我們否定了生命意志，在這個星球上創造新的人類生命就是一種多此一舉、全無意義、且在道德上非常值得懷疑的行為。

### 扎普菲

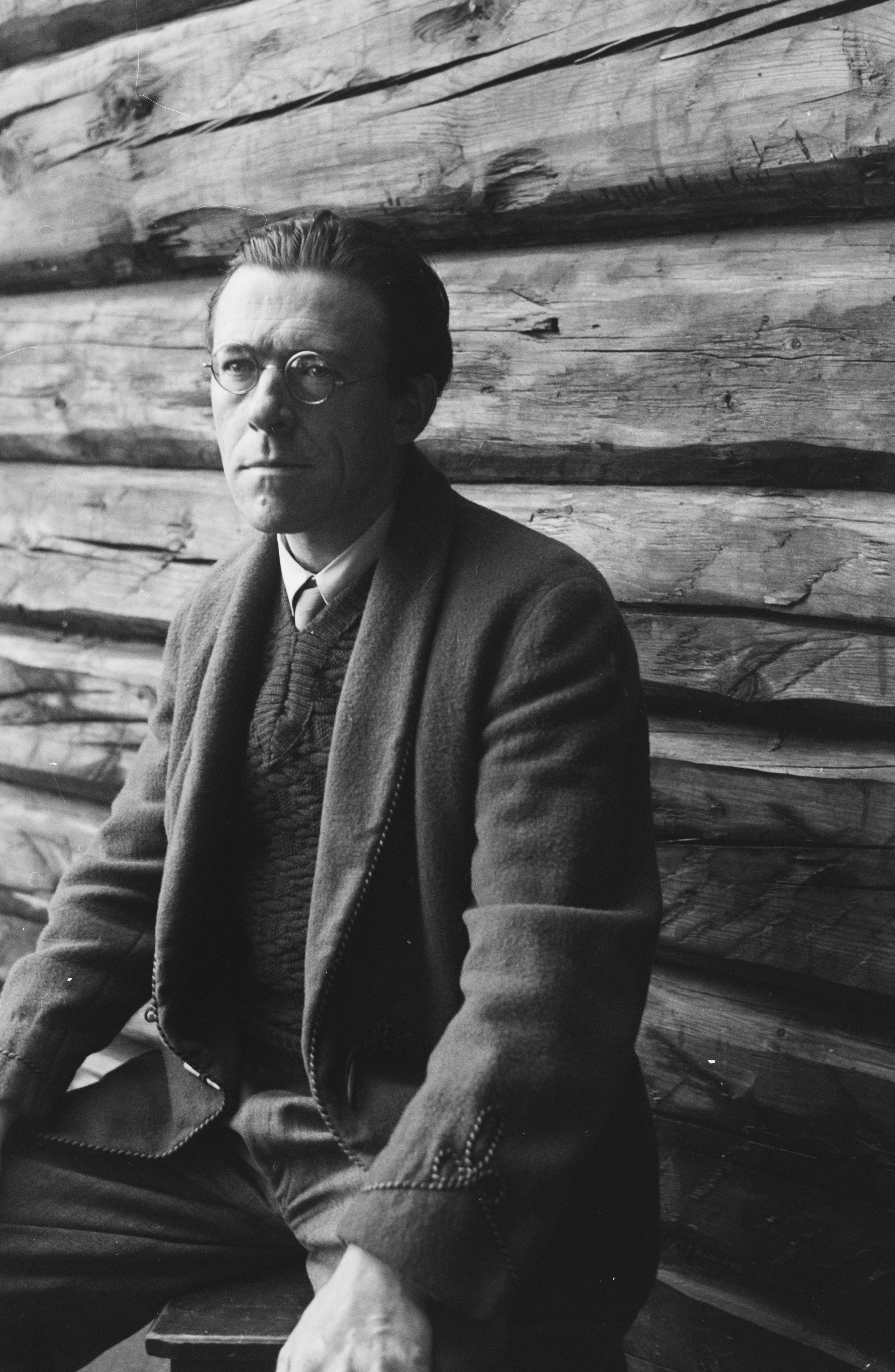
扎普菲（1899-1990）

挪威哲學家彼得·維塞爾·扎普菲也指出，將孩子帶到這世上從未經過他們自己的同意，因為孩子們無法選擇自己的父母、出生地以及誕生的時代。
在扎普菲的哲學中，人類是生物學的一個悖論。意識的過度發達使得我們不能再像其他動物一樣正常運作。感知施加給我們已遠超我們能承載的極限之重。我們想要活得更長更好，這是進化的結果，然而人類是唯一一種能認識到死亡之注定的物種。我們可以從那廣闊的過去預見到未來，包括我們和其他人的處境，想像數十億人（以及其他生物）的痛苦，並對他們的痛苦感到憐憫和痛心。我們期待正義，渴望這是一個有意義的世間，不論這二者是否真的存在。這就幾乎註定了有意識的個體們的生命是一場悲劇。我們有無法被滿足的慾望和精神需求。之所以還存在著人類這個物種，不過是因為我們在這些現實問題面前視而不見罷了。人類的存在相當於一個由防禦機制組織而成的紊亂網絡，在我們的日常行為模式中，可以觀察到個人和整個社會。扎普菲認為，人類需要停止自欺欺人，並通過不再生殖以終結自身的存續。

### 貝納塔的論證
大衛·貝納塔认为，出生对婴儿本人来说总是一场灾难，因此生育是一种不道德的行为，不應當生育兒童。生育行為本質上是與其他大多數動物相同，是未經思考就以滿足性慾為目的之性行為所導致的後果；亦或是父母一側的私慾而帶來的結果（例如想要體驗為人父母的感受，或以自己養老為目的生育等）；亦或者是高估生活品質（波麗安娜效應）所帶來的結果。
貝納塔嚴格區分自己的主張與 childfree 的主張。childfree 是為了不讓自己的生活型態改變而選擇不生育。而貝納塔則並非以將成為父母之人的視角。而是以被出生的兒童的立場來反對生育。也就是說，不生育對於很多人來說是需要忍耐的事情。即使如此，只要考慮到被出生的兒童，這種忍耐是應當被接受。
貝納塔也提到了人口爆發的問題。貝納塔認為理想的世界人口為0。換言之，貝納塔主張人類應當滅絕。不過如果想要短時間內實現人類滅絕的話勢必會帶來巨大的痛苦。因此應當逐步減少人口，最終走向滅絕。此外，貝納塔不僅主張人類應當滅絕，還認為任何擁有感覺的生物都不應當被出生在世上，也就是說，擁有感覺的生物都應當走向滅絕。
關於生存與痛苦的問題，貝納塔認為閱讀其文章的讀者「已經太晚了」。這被解讀為能夠閱讀文章的人已經被出生在這個世界，因此「已經太晚了」。

#### 好壞事物的不對稱
貝納塔認為好壞事物間存在重要的不對稱性，如歡愉與苦痛：
1.    苦痛的存在是不好的；
2.    歡愉的存在是好的；
3.    苦痛的缺席是好的，即便沒有人享有這種好處；
4.    歡愉的缺席並非壞事，除非有人認為這種缺乏是種剝奪。
| 設A（X存在） | 設B（X未曾存在） |
| ------------ | ---------------- |
| 有苦難：壞   | 無苦難：好       |
| 有歡愉：好   | 無歡愉：不錯     |

以此思考生殖，一個人存在帶來好和壞、歡愉與苦痛的經驗，而不存在既不捎來苦痛也不捎來歡愉。沒有苦痛是好的，而沒有歡愉僅僅是不錯，故反生殖被權衡為符合倫理的選擇。
貝納塔使用其他四個不對稱性來解釋上述不對稱性：
- 生殖義務的不對稱性：我們有道德義務不生殖不幸之人，我們沒有道德義務生殖幸福之人。我們認為有道德義務不生殖不幸之人的原因，在於苦難的存在是壞的（對受苦者而言），而苦難的缺席是好的（但沒有人可以享有不痛苦的生命）。相較而言，我們沒有道德義務生殖幸福之人，在於雖然歡愉的存在對他們是好事，但歡愉的缺席也不是壞事，因為沒有人能剝奪「缺乏歡愉」這種好事。
- 預期獲益的不對稱性：將一個潛在孩子的利害作為我們生殖的理由很奇怪，而將潛在孩子的作為我們不生殖的理由卻很合理。孩子有可能幸福並不是生殖在道德理由，相較而言，孩子可能不幸是不生殖在道德理由。若歡愉的缺席是壞事（即使沒有人能體驗之），則我們才有道德理由去生殖並多加生殖。若苦難的缺席不是好事（即使也沒有人體驗之），則我們才有沒有道德理由不去生殖。
- 回顧獲益的不對稱性：總有一天我們會因為某人存在而後悔，此人的存在取決於我們的決定，我們生殖他──此人可能不幸，苦難的存在是件壞事。但我們永遠不會因為某人不存在而後悔，我們沒有生殖他──此人不會被剝奪幸福，因為他未曾存在，幸福的缺席也不是壞事，因為沒有人會被剝奪這種好處。
- 遠方苦難與缺席幸福的不對稱性：我們會因為某處有受苦之人而悲傷，但我們不會因為某處沒有幸福之人而悲傷；當我們知道有人在某處受苦時，我們同樣悲傷。在某些荒島上無人正在受苦是好事，因為苦難的缺席是好事（即使沒有人體驗之）；換句話說，在某些荒島無人正在受苦，我們不會因此悲傷，這是因為唯有在某人認為被剝奪這個好處時，歡愉的缺席才是壞事。

#### 後代必經之苦難
據貝納塔称，生一個孩子我們不僅要為這個孩子的苦難負責，我們也可能必須為這個孩子其他後代的苦難負責：
設每對夫妻有三個孩子，則一對原初夫妻十代後的子孫為八萬八千五百七十二人。這構成無數無意義的、可避免的苦難。可以肯定的是這一切的全部責任並不再於原初夫妻，因為每一代夫妻都面臨是否繼續生殖後代的選擇，並且他們對隨後的無數代人負有責任。如果一個人不停止生殖，很難期待其後代會停止生殖。

#### 生殖的後果
貝納塔引用統計學數據來表現人類繁殖的後果。
- 過去一千年有超過一千五百萬人死於自然災害；
- 每天有兩萬人死於飢餓；
- 約有八億四千萬人受苦於飢餓和營養不良；
- 在五世紀到一戰前，約有一億人死於瘟疫；
- 1918年的大流感導致五千萬人死於瘟疫；
- 每年有一千一百萬人死於瘟疫；
- 每年有七百萬人死於惡性腫瘤；
- 每年有三百五十萬人死於意外事故；
- 2001年大約有五千六百五十萬人死去，即每分鐘死超過一百零七人；
- 在二十世紀前超過一億三千三百萬人死於大屠殺；
- 在二十世紀的前八十八年，包括政府對無助、無害的公民與外國人進行的活埋、水刑、絞刑、轟炸及任何形式的死刑，有一點七億（可能多達三點六億）的人被槍殺、毆打、酷刑、刀傷、燒傷、飢餓、嚴寒、碾碎或過勞死；
- 十六世紀有一百六十萬人死於社會衝突，十七世紀有六百一十萬人，十八世紀有七百萬人，十九世紀有一千九百四十萬，二十世紀有一億；
- 千禧年有三十一萬人死於戰爭相關的傷害；
- 每年有四千萬兒童受虐；
- 目前在世的婦女有超過一億人受難於割禮；
- 千禧年有八十一萬人自殺[19]；2016年，國際自殺防治協會估計每四十秒有一人自殺，每年有超過八十萬人自殺。[20]

#### 厭人論
除了基於將存之人的愛人論證（philanthropic arguments），貝納塔還提及另一種反生殖主義的取徑是厭人論證。其觀點可以總結如下：
另一種反生殖主義的取徑是「厭人」論證。根據其論證，人類是一種有嚴重缺陷和破壞性的物種，他對數十億其他人類和非人生命的苦難和死亡富有重責。如果這種程度的破壞是由另一種物種造成，人類會馬上提議不要再讓該物種出現新成員。

### 菲特爾和納維森（消极功利主義）

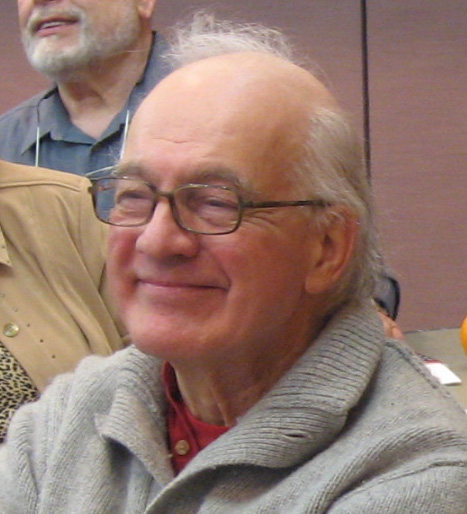
納維森（1936-）

消极功利主義主張，相比于最大限度地追求幸福快乐，如何最小化痛苦在倫理上更重要。

赫爾曼·菲特爾(1933-)赞同的簡·納維森(1936-)的非对称假説主張:
1. 即使能确保一个小孩子终生十分幸福，但并没有道德上的义务让他必须被生下来
2. 然而当可以预测一个小孩子会变得不幸时，如此此處就产生了道德上的义务，让他不被卷入这个世界

但菲特爾不同意納維森的第三个结论：
1. 一般地，如果预计不到小孩子会遭遇不幸或其他不利状况，那么就没有义务让孩子出生或不出生。

相对的，他提出了自己的决策理论:
|            | 预测幸福   | 预测不幸       |
| ---------- | ---------- | -------------- |
| 使其出生   | 无道德义务 | 不履行道德义务 |
| 不使其出生 | 无道德义务 | 履行道德义务   |

以此得出，孩子不该被生下的结论:
“不使其出生”被认为优于“使其出生”，因为它带来了同样程度或更好的结果。因此，除非有可能排除孩子变得不幸福的可能性——尽管这是不可能的——前者（指不使其出生）更为可取（因为只有无义务和履行义务两种结果）。因此而得出的结论是，道德上更加偏好不生孩子。

### 現實主義
一些反出生主義者們認為，大部分人都不能準確地評價現實，這也體現在了對生殖的慾望上。
彼得·維塞爾·扎普菲指出，我們有意或無意地使用四種壓抑機制來限制我們對生活和世界的認知。
- 隔離：武斷地對我們和他人意識中的負面想法和感受不予理會，這裡的負面想法和感受關乎「我們的生存是不愉快的」這一事實。在日常生活中，這表現為一種默契——在某些問題上保持沉默的默契——尤其是有兒童在場時，以防在他們有能力學習其他機制之前，就灌輸給他們對世界的恐懼，以及在接下來的生活中等著他們的東西。

- 錨定：創造並使用個人價值觀，以確保我們與現實的連結，如父母、家庭、街道、學校、上帝、教堂、國家、道德、命運、生命法則、人民、未來、權威或物質財富的積累等等。相當於是創造了一種防禦性結構，「在意識的液態衝突中錨定一點，或在其周圍築高牆」，並保護這個結構免受威脅。

- 分心：將注意力轉移至新的印象上，以逃離我們認為有害或不愉快的環境和想法。

- 昇華：將生活中悲劇性部分的關注重點轉移至有創造性或有價值的東西，經常是通過一種美學上的對立以達成宣洩之目的。我們的注意力集中於生活中想像的、戲劇的、英勇的、抒情的和喜劇性的方面，讓自己和他人逃避其真實的影響。

### 其他

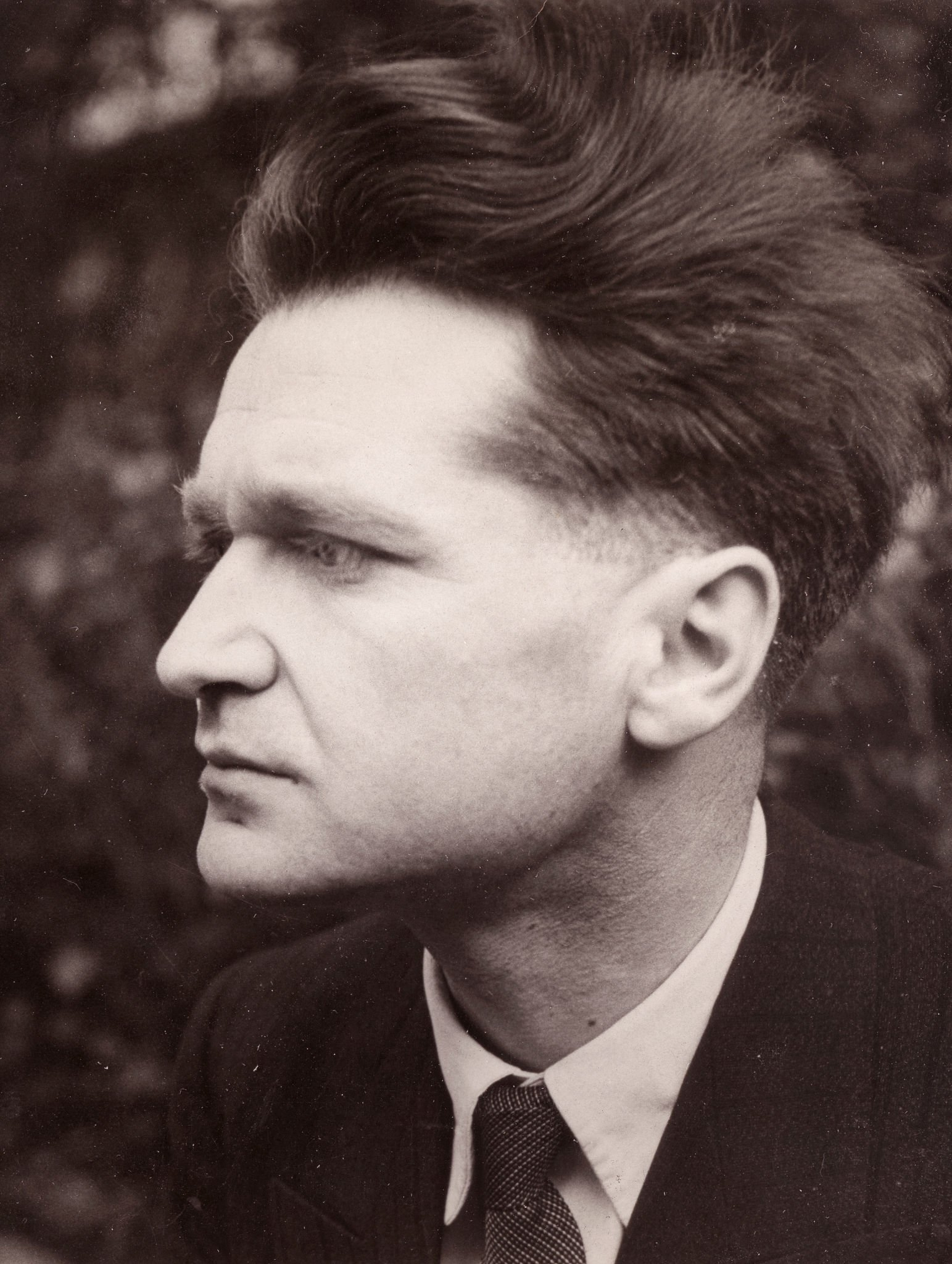
蕭沆（1911-1995）

蕭沆雖然並沒有在理論層面主張反出生主義，但他一貫認為人還是不出生為好，人類物種要是也從未出現就好了，也不應該再有人類被生到世上，且生殖的行為是很不應該的，他的著作『誕生之不便』也體現了這一點。
我為自己感到自豪的唯一理由，就是在即將迎來20歲的早年，我意識到人是不應該生孩子的。我對結婚、家族、以及全部的社會習俗的厭惡也同樣基於此。使無辜的人繼續背負你的缺陷，迫使別人重過一遍你的經歷，使他們走上可能比你的更為嚴酷的十字架之路，這是犯罪。我無法同意將生命賦予一個將要繼承你的不幸和苦難的孩子。
 — 蕭沆 『Cahiers』1957-1972, 1997
那些我沒有生下來的孩子們唷，如果他們知道自己由於我的決定而獲得了多麼大的幸福，那該有多好！
 — 蕭沆 『供詞與詛咒』
卡里姆·阿克玛（Karim Akerma）认为，人生最幸福的体验也无法抵消最惨重的痛苦（如剧烈的疼痛，伤害，疾病，死亡），因而主张不要生育。
Bruno Contestabile 牵引美国科幻作家娥蘇拉·勒瑰恩的短篇小說《離開奧美拉城的人》（The Ones Who Walk Away from Omelas）作为例证。在这个短篇小说中，借用一个被隔离和虐待的孩子的经历，描述了一个表面上带给住民财富并维持生机的乌托邦都市──奧美拉城（Omelas）。其中大部分住民对日常无感，但仍有些人对现实中某种不和谐感到不满，因此「離開奧美拉城」。Contestabile 对比了小说内容与现实世界：为了Omelas的存在与繁荣，那个孩子的苦痛无法避免。同様，为了现实社会的存在或者稳定，被持续压迫虐待的个体亦然唯有忍耐。Contestabile 认为，那些拒绝参与充满压迫的社会並「離開奧美拉城」的人和無生殖主義者处于同一个立场。最後，他抛出一个问题「是否千万人各自幸福的总和能抵消一个人莫大的痛苦？」。

## 宗教

### 諾斯底主義
諾斯底主義的主張也適用於解釋反出生主義。摩尼教、波格米勒派與卡特里派等認為，出產是將靈魂囚禁於牢獄之中的惡行，是只有造物主或撒旦才可以進行的事情。
2世紀早期基督教神學家朱利葉斯·卡西亞努斯 (Julius Cassianus) 與當時的禁慾主義宗派 (Encratites) 認為，出生是死亡的原因。要戰勝死亡，則應停止生殖。

### 佛教
佛教的創始人釋迦牟尼在出家之前曾經擁有子嗣羅睺羅。但在原始佛典經集中，有如下对话：
惡魔波旬曰：「有子者依子等喜，有牛者依牛等喜。依五欲者人之喜，不依五欲實無喜。」

世尊曰：「有子者依子等愁，有牛者依牛等愁。依五欲者人之愁，不依五欲實無愁。」
Hari Singh Gour在他的The Spirit of Buddhism一书中，特别研究了四谛和犍度的来历，并且提到了佛陀的说法。
佛陀以當時的學究風格陳述了他的主張。他把這些主張變成了Sorites的形式；正因如此，這在邏輯上是有缺陷的，他想表達：“除了人生的苦難， 生育是老和死的原因，如果知道自己的行為會增加痛苦，就會停止生育，從而停止策劃老與死。——Hari Singh Gour

### 道教
羅伯特·贊德伯格森將現代反出生主義與道教進行了比較，並指出它們都「將意識的發展視作一個原本流動和流暢宇宙中的反常現象，以某種非人類的和諧，穩定和安寧感為標誌」。贊德伯格森還指出，反出生主義和道教都認為人類的意識不可修復，回歸更和諧的生活方式等辦法對意識的修復都無能為力，它反而更應該被撤去。人類的任務是對意識進行和平的，非暴力的解體。從道家的觀點來看，意識是由目的驅使的，這與道的自發、無意識之流動相背離，因此人類很有必要回歸於道。人類必須自發地做到這一點，它不能由「外部」（道，上天或其他東西）帶來。贊德伯格森引用 John S. Major 等人的觀點（2010），使得道教與反出生主義之間的共通性更為明瞭。
冰之凝，不若其釋也，又況不為冰乎
水是道的傳統代表，因為它流動無形。冰則代表了道的自然流動在僵化的人類意識中的停滯。道家賢者回歸流動，恰如冰融化為水。但如果人類意識從一開始就不出現，那就更加好了。

## 文學、娛樂
- 芥川龍之介『河童』（小說，1927年） 
這部小說描述了一個誤入河童國之人，以及他的所見所聞。在河童國，河童父親會詢問在河童母親肚子裡的嬰孩是否願意出生，如果孩子不願出生，接生員就會將一種液體注入河童母親的胎內使嬰孩消失，不必出生。人類的生育控制被河童嘲笑為「只考慮父母的方便」「自私透頂」。這部作品也被認為是芥川先生本人晚年悲觀思想的體現。

- 神奇寶貝劇場版：超夢的逆襲（電影，1998年）

- 諫山創『進擊的巨人』（漫畫，2009年 - 2021年）

- 吉克·葉卡的「艾爾迪亞人安樂死計劃」。
作為對我們的祖先「尤彌爾民」在遠古之前犯下的種族清洗罪行的處罰，瑪雷政府對艾爾迪亞人們強制隔離在「收容區」。吉克得知了 自己身上流著的王家的血，加上始祖巨人的力量，就有可能改變全部尤彌爾民的身體構造，「使全部的尤彌爾民無法產出孩子」。
對吉克影響甚深的湯姆·庫薩瓦隱藏自己身為艾爾迪亞人的身份，與瑪雷人的妻子結婚、生下孩子，妻子在得知真相後與孩子一起自殺。向吉克表達了「如果我們沒有出生的話 就不會有這些痛苦了。」的想法。[25]
評論家杉田俊介指出，這樣的思路是「反出生主義的特殊型」、「將反出生主義與民族·人種的特殊性結合在一起」。[26]

## 反出生主義之主張
- 對地球未來的悲觀預測
人們不希望自己的孩子活在環境污染和全球變暖愈發嚴重的未來地球，這也是一個支持反出生主義的理由。
- 出於環境保護目的的人類滅絕運動
人類自願滅絕運動的支持者們認為，人類活動是導致環境惡化的主要原因，因此不生殖是「人為災禍的人道替代」。
- 避免苦痛
- 人口過剩
不少支持者[來源請求]認為無生殖主義能解決人口過剩或飢餓的問題，也可以減少消耗不可再生能源。
印度和中国大陸等國家採取政策限制家庭中的儿童数量。这些政策并没有否定所有生育行为，但它们有助于缓解过量人口对国家土地及资源带来的沉重负担。
- 幸福
成为父母養育孩子并不一定會带来快乐。从孩子的角度来看，就无法在出生前挑选父母這一點而言，如果出生在不了解儿童心理、将孩子视为奴隶等不合格父母所在的家庭，那麼孩子必然不幸。
歐美不少學者的研究均顯示，与没有孩子的家庭相比，有孩子的父母幸福感更低，生活满意度、婚姻满意度和心理健康状况更差，該結果統計學上顯著[38]。

英國政黨 ANP (The Anti Natalist Party) 擁護並貫徹反出生主義。他們引用威廉·布莱克斯通的話：「寧可放過十個，不可錯殺一人」，認為根據正義之原則，不經歷（不必要的）苦痛比獲得（不必要的）快樂要更好。此外，他們還承諾廢除兒童稅收抵免，並對富裕的家庭徵稅，「以減少生育慾望」。

## 不同意見
對生殖持有肯定意見的立場被稱為出生主義。醫學，特別是婦產科學與輔助生殖學，都提倡並推進更加健康的妊娠、分娩、救生和社會福利，這與反出生主義的立場相對。